# Xtoh
Xtoh est une divinité quiché de la fertilité dans la mythologie maya.
Avec Xcacau et Xcanil, elle préside à l'approvisionnement en nourriture et à l'abondance. Le Popol Vuh dit : « Xtoh, Xcanil, Xcacau, vous qui préparez le maïs avec la cendre (Xtoh, Xganil, Xcacou, yx pu tziya) ».
L'archéologue Brasseur de Bourbourg estime que Xtoh serait spécifiquement la déesse de la pluie.
La  montagne de Vénus Xtoh Mons tire son nom de Xtoh.